# Baboon Islands
Baboon Islands är öar i Gambia.   De ligger i regionen Central River Division, i den östra delen av landet i Gambiafloden. Ön är täckt av skog och träskmark.